# Hestens spring
Hestens spring[kilde mangler] er et udtryk man bruger i kemi, når man henviser til en speciel sammenhæng, der er mellem en række grundstoffer i det periodiske system. Ordet er oversat fra det engelske "knights move" grundet dets lighed med springerens måde at flytte sig på i brætspillet skak.

## Gyldighed og brugbarhed
Sammenhængen gælder kun for en række stoffer i et afgrænset område i det periodiske system omkring Indium (se figuren).
Desuden omhandler lighederne kun de fysiske egenskaber såsom smeltepunkter og krystalstrukturer, når metallerne er i samme oxidationstrin.
Det mest brugbare "hestens spring"-par er sølv og thallium, når de har oxidationstrinnet I. Begge ioner har lave ladningsdensitet og danner uopløselige salte med halogenerne som eksempelvis klor. Sådanne salte har ofte lignende smeltepunkter, hvilket eksempelvis er tilfældet for AgCl (smeltepunkt: 455 celsius) og TlCl (smeltepunkt: 430 celsius).

## Ekstern henvisning
- knight's move relationship